# Сандакан
Санда́кан (малайск. Sandakan) — город в восточной части Малайзии, в штате Сабах на северо-востоке острова Калимантан, на побережье моря Сулу. Является центром одноимённой области.
Население по состоянию на 2018 год составляет около 366 тысяч человек, площадь — 2266 км². Крупный морской порт, промышленный и инфраструктурный центр. Имеется аэропорт, принимающий внутренние рейсы.
В 1883—1947 годах был административным центром местного колониального владения Великобритании — Британского Северного Борнео (включало всю территорию Сабаха).
В период Второй мировой войны был важным центром японской оккупационной администрации, подвергся сильным разрушениям в ходе боевых действий. В 1945 году переброска отсюда большого количества австралийских военнопленных пешими маршами, получившая известность как «Сандаканские марши смерти», привела к гибели практически всех пленных австралийцев.

## История

### Доколониальный период

Флаг султаната Сулу, в состав которого Сандакан входил в 1650—1880-е годы

В Средние века на территории нынешнего Сандакана находились деревни различных местных племенных образований, периодически признававших суверенитет тех или иных государств Малайского архипелага.
В начале XV века на эти земли распространилась власть султаната Бруней, который, в свою очередь, в 1658 году уступил их султанату Сулу.
В 1865 году эта территория вместе со всем нынешним Сабахом была передана в аренду американскому консульскому агенту в Брунее Клоду Ли Мозесу (англ. Claude Lee Moses). Тот вскоре продал права пользования базировавшейся в Лондоне «Американской торговой компании Борнео», которая, в свою очередь, перепродала их австро-венгерскому консулу барону Густаву фон Овербеку (нем. Gustavos von Overbeck), активно занимавшемуся коммерческой деятельностью в регионе. Эта многоступенчатая передача прав собственности или аренды, ещё более осложнявшаяся отсутствием достоверных правовых документов, подтверждавших договорённости между султанами Сулу и Брунея, привела в последующем к многолетнему территориальному спору между независимыми Малайзией и Филиппинами за Сабах.
Появление названия Санда́кан, на языке сулу означающего «заложенный, арендованный», связано с созданием на нынешней территории города — на небольшом острове Тимбанг (малайск. Pulau Timbang) в Сандаканской бухте — первого европейского поселения: в 1872 году британский инженер Уильям Кларк Коуи (англ. William Clarke Cowie) основал там небольшой торговый пункт, получив соответствующее разрешение от султана Сулу в качестве вознаграждения за контрабандные поставки оружия. При этом сохранявшиеся права Г. фон Овербека на Сабах обусловили активный приток на новое место большого количества австрийских и немецких колонистов, в результате чего созданное поселение получило второе название — Кампу́нг Герма́н (малайск. Kampung German, буквально — «Немецкий посёлок»), бывшее в первые годы более известным. В январе 1878 года Г. фон Овербек, уплатив совместно с компаньонами султану Сулу 5000 американских долларов, получил от него титул «Верховного хранителя и раджи Сандакана».

### Колониальный период

#### 1879—1942 годы

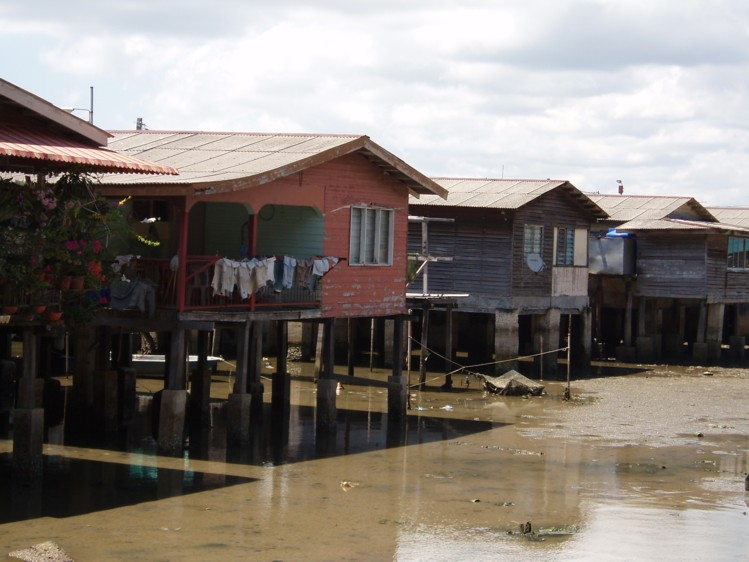
Свайные дома в прибрежном районе Були Сим-Сим — место основания Сандакана

15 июня 1879 года — вскоре после перекупки права на экономическую эксплуатацию Сабаха у Г. фон Овербека его британскими компаньонами и создания ими «Уполномоченной компании Британского Северного Борнео» (УКБСБ), получившей королевский патент на управление этой территорией, — в Сандакане произошёл пожар, практически полностью уничтоживший город. 21 июня назначенный КБСБ территориальный управляющий — резидент — Уильям Прайер (англ. William B. Pryer) принял решение о нецелесообразности воссоздания поселения на острове и распорядился перенести его на восточный берег бухты, на территорию малайской деревни Були Сим-Сим (малайск. Buli Sim Sim). Обновлённый населённый пункт получил официальное название Элопура (буквально «Пригожий город» от малайск. elok — «пригожий, красивый» и санскр. pura — «город»), которое, однако, не прижилось и было вытеснено из употребления названием прежнего поселения — Сандакан. Таким образом, официальной датой основания Сандакана на его нынешнем месте считается 21 июня 1879 года.

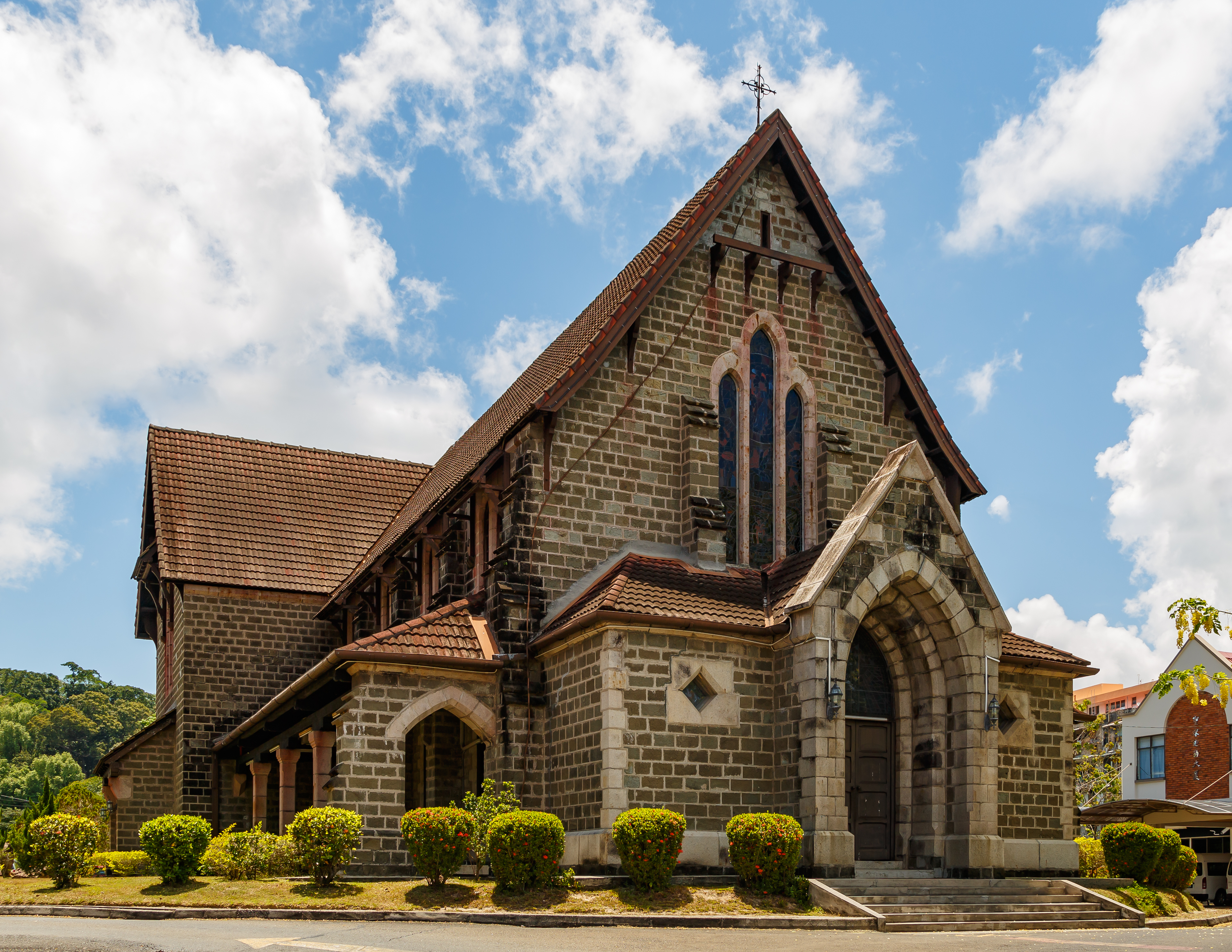
Англиканская церковь Святого Михаила и всех ангелов постройки 1893 года

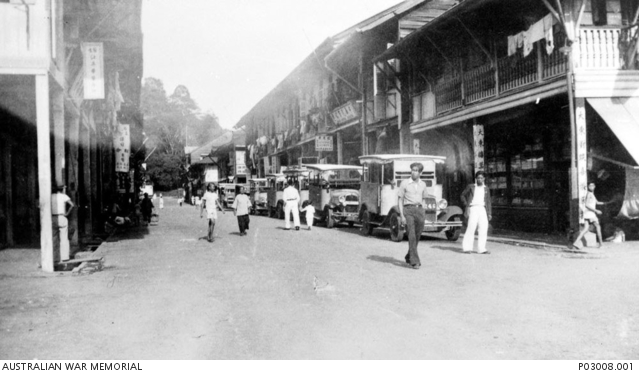
Одна из улиц Сандакана в 1939 году

В 1883 году в Сандакан был перенесён административный центр владений УКБСБ, первоначально располагавшийся в посёлке Кудат, что обеспечило условия для существенного увеличения населённого пункта. По данным переписи, проведённой в 1884 году, в нём проживал 3771 человек, большинство из которых составляли представители народности сулу и китайцы.
В 1888 году, после придания Северному Борнео статуса протектората Великобритании, Сандакан сохранил статус его административного центра.
Выгодное географическое положение населённого пункта — на выходе из глубоководной морской гавани, в непосредственной близости к участкам джунглей, богатых ценной тропической древесиной, — обеспечило его ускоренное экономическое и социальное развитие. В 1880—1890-е годы были построены многочисленные административные здания, жилые кварталы европейского типа, школы, крупные религиозные сооружения различных конфессий. Сохранившиеся до настоящего времени китайский храм Сам-Синг-Кун 1886 года постройки и англиканская церковь Святого Михаила и всех ангелов 1893 года постройки являются главными достопримечательностями города.
Быстрыми темпами развивалась портовая инфраструктура, ориентированная в первую очередь на вывоз тропической древесины. К 1930-м годам из Сандакана на внешние рынки (преимущественно в Великобританию, Китай и Австралию) поставлялось около 180 тыс. м³ древесины в год — таким образом, город занял одно из первых мест в мире по этому показателю. Большие масштабы и высокая доходность данного бизнеса обеспечили дальнейшее расширение города и его успешное благоустройство.

#### Период японской оккупации

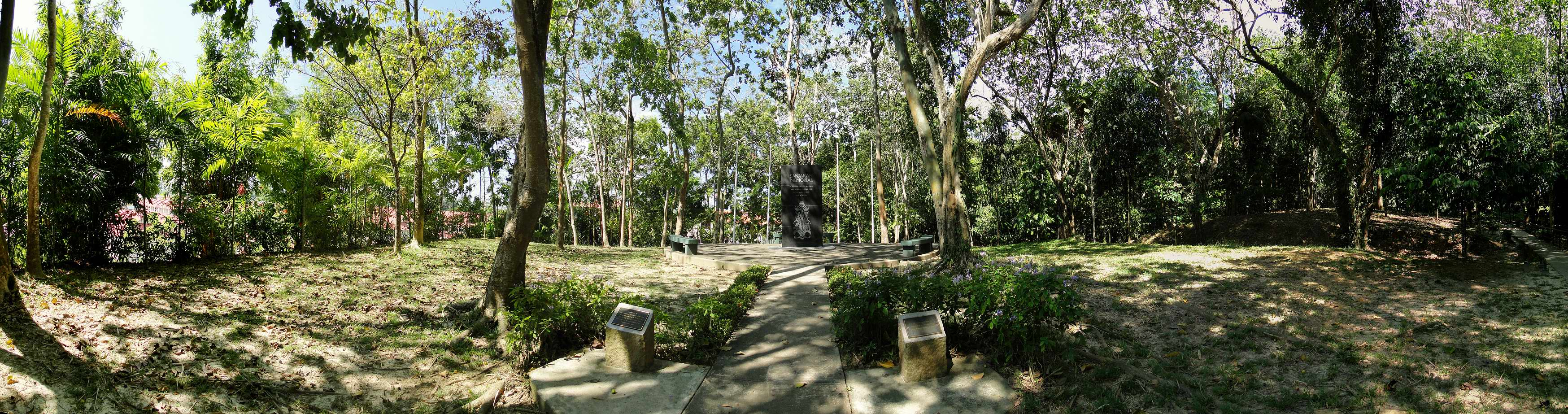
Сандаканский мемориальный парк, разбитый в память погибших во Второй мировой войне

В период Второй мировой войны Сандакан, как и вся территория Британского Северного Борнео, был захвачен вооружёнными силами Японии; оккупация началась 19 января 1942 года, когда немногочисленные силы союзников сдали город противнику.
Город стал центром японской оккупационной администрации Северного Борнео и служил важным опорным пунктом местной группировки японских войск — при этом ему было официально возвращено название Элопура. В городе и его окрестностях содержались тысячи военнопленных союзников (в основном австралийцев) и подневольных индонезийцев, эксплуатировавшихся на строительстве аэродромов и прочей военной и тыловой инфраструктуры.

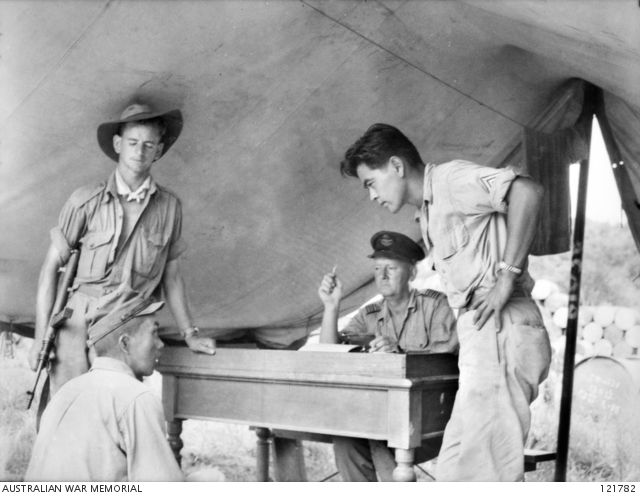
Штаб австралийских войск в освобождённом Сандакане. Допрос японского военнопленного. Фото октября 1945 года

После начала контрнаступления союзников в Юго-Восточной Азии, сопровождавшегося в том числе массированными бомбардировками и артобстрелами Северного Борнео в общем и Сандакана в частности, в конце 1944 года японское командование организовало переброску около 2400 австралийских пленных и 3600 индонезийских ромуся во внутренние районы Сабаха пешими маршами. Операция продолжалась до марта 1945 года. В ходе этой переброски, получившей в последующем известность как «Сандаканские марши смерти», а также вскоре по прибытии в новое место дислокации в городке Ранау, практически все австралийцы погибли от голода и лишений либо были убиты конвоирами (известно лишь о шестерых выживших). Сандаканские марши смерти считаются самым крупным военным преступлением, совершённым в отношении граждан Австралии.
Японские войска оставались в Сандакане некоторое время после капитуляции Японии и завершения Второй мировой войны и были разоружены силами 9-й австралийской дивизии лишь к 19 октября 1945 года. К этому моменту город был практически полностью разрушен.

#### Послевоенный период
Разрушения, нанесённые Сандакану в ходе войны, были настолько тяжёлыми, что британцы, восстановив контроль над городом, сочли невозможным его дальнейшее использование в качестве административного центра Сабаха, получившего в 1946 году статус коронной колонии. В результате соответствующие административные функции были переданы городу Джесслтон, впоследствии переименованному в Кота-Кинабалу. В 1940—1950-е годы Сандакан был восстановлен и вновь приобрёл важное экономическое, в том числе портовое, значение.
После создания в сентябре 1963 года независимой Федерации Малайзии Сандакан был утверждён в статусе столицы одноимённого округа в составе штата Сабах. В период независимости страны он остаётся вторым по значению городом Сабаха в экономическом, социальном и культурном плане.

## Физико-географическая характеристика

### Географическое положение, рельеф
Географические координаты Сандакана — 05°50′00″ с. ш. 118°07′00″ в. д.
Город находится на северо-восточном побережье Сабаха, выходящего на море Сулу. Расположен на левом берегу горловины одноимённого залива, глубоко вдающегося в сушу, небольшая часть — на островах залива. Занимает площадь 2266 км² (вместе с акваторией городского порта).
Территория города в прибрежной полосе равнинна, в остальной части имеются многочисленные холмы и небольшие возвышенности. Береговая линия в черте города сильно изрезана, имеется множество мелких заливов и бухт. По городу протекает несколько небольших рек, впадающих в Сандаканский залив.

### Климат
Климат экваториальный, влажный. Среднегодовой температурный максимум — +40 °C. Разница между максимальными и минимальными суточными температурами невелика — в среднем 6 °C. Абсолютный температурный максимум, зарегистрированный местными метеослужбами, — +40 °C, абсолютный минимум — +16 °C.
| Показатель                    | Янв. | Фев. | Март | Апр. | Май | Июнь | Июль | Авг. | Сен. | Окт. | Нояб. | Дек. | Год  |
| ----------------------------- | ---- | ---- | ---- | ---- | --- | ---- | ---- | ---- | ---- | ---- | ----- | ---- | ---- |
| Абсолютный максимум, °C       | 39   | 34   | 34   | 39   | 37  | 36   | 36   | 37   | 40   | 39   | 40    | 39   | 40   |
| Средний суточный максимум, °C | 29   | 30   | 31   | 32   | 32  | 32   | 32   | 33   | 32   | 32   | 31    | 30   | 31   |
| Средняя температура, °C       | 29   | 25   | 28   | 29   | 29  | 29   | 29   | 29   | 30   | 30   | 31    | 30   | 29   |
| Средний суточный минимум, °C  | 24   | 24   | 24   | 25   | 24  | 24   | 24   | 24   | 24   | 24   | 24    | 24   | 24   |
| Абсолютный минимум, °C        | 18   | 16   | 22   | 18   | 20  | 21   | 21   | 21   | 21   | 21   | 22    | 21   | 16   |
| Норма осадков, мм             | 314  | 275  | 178  | 105  | 142 | 165  | 214  | 195  | 285  | 333  | 285   | 403  | 2894 |
| Источник:                     |      |      |      |      |     |      |      |      |      |      |       |      |      |

| Период     | Январь | Февраль | Март | Апрель | Май | Июнь | Июль | Август | Сентябрь | Октябрь | Ноябрь | Декабрь | Год |
| ---------- | ------ | ------- | ---- | ------ | --- | ---- | ---- | ------ | -------- | ------- | ------ | ------- | --- |
| Количество | 19     | 15      | 12   | 9      | 12  | 13   | 15   | 15     | 16       | 19      | 20     | 23      | 188 |

| Период                | Январь | Февраль | Март | Апрель | Май | Июнь | Июль | Август | Сентябрь | Октябрь | Ноябрь | Декабрь | Год |
| --------------------- | ------ | ------- | ---- | ------ | --- | ---- | ---- | ------ | -------- | ------- | ------ | ------- | --- |
| Средняя скорость      | 11     | 11      | 10   | 8      | 7   | 6    | 6    | 7      | 6        | 6       | 7      | 9       | 8   |
| Максимальная скорость | 39     | 74      | 81   | 56     | 41  | 33   | 39   | 93     | 56       | 67      | 69     | 65      | 93  |

## Население

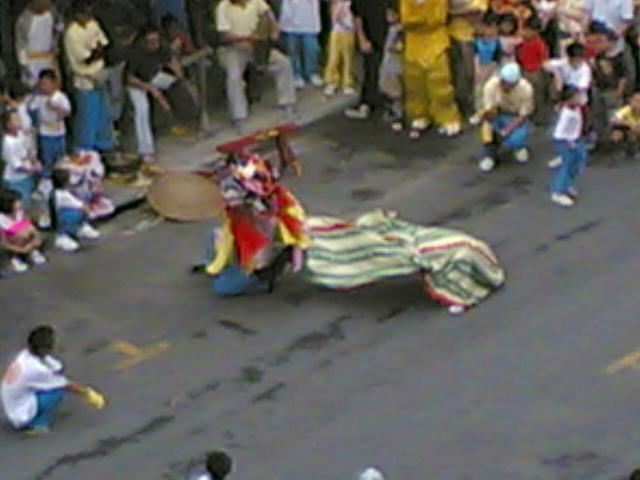
Китайский ритуальный танец единорога во время празднования буддистского Нового года на одной из улиц Сандакана

Численность населения Сандакана, по оценке на 2017 год, составляет около 366 тысяч человек, плотность населения — 161,5 человека на км².
Динамика роста населения Сандакана
| Год                     | 1968 | 1973 | 1978 | 1983 | 1988 | 1993 | 1998 | 2003 | 2008 | 2013 | 2018 |
| ----------------------- | ---- | ---- | ---- | ---- | ---- | ---- | ---- | ---- | ---- | ---- | ---- |
| Численность (тыс. чел.) | 73   | 89   | 104  | 122  | 142  | 177  | 243  | 290  | 314  | 339  | 366  |

Этнический состав городского населения весьма разнообразен. Представители титульной нации страны, малайцы, составляют не более 10 % местных жителей. Относительное большинство горожан — порядка 30 % — принадлежит к различным коренным народностям Сабаха: наиболее многочисленны баджо, достаточно значительны общины кадазан-дусунов и мурутов. Традиционно велика доля китайцев — более 20 %, а также выходцев из Индонезии — не менее 10 %.
Также неоднороден и конфессиональный состав. Практически все малайцы, выходцы из Индонезии и большинство представителей коренных сабахских народностей являются мусульманами-суннитами. Среди китайцев имеются как приверженцы буддизма и даосизма, так и христиане — и протестанты, и католики. Христианство исповедует также некоторое количество коренных сабахцев.
С 2007 года Сандакан является центром епархии Римско-католической церкви. В городе расположен католический собор Пресвятой Девы Марии.
Практически все горожане свободно владеют государственным языком страны — малайским, большинство — английским. При этом многие из них в быту активно пользуются родными языками.

## Экономика

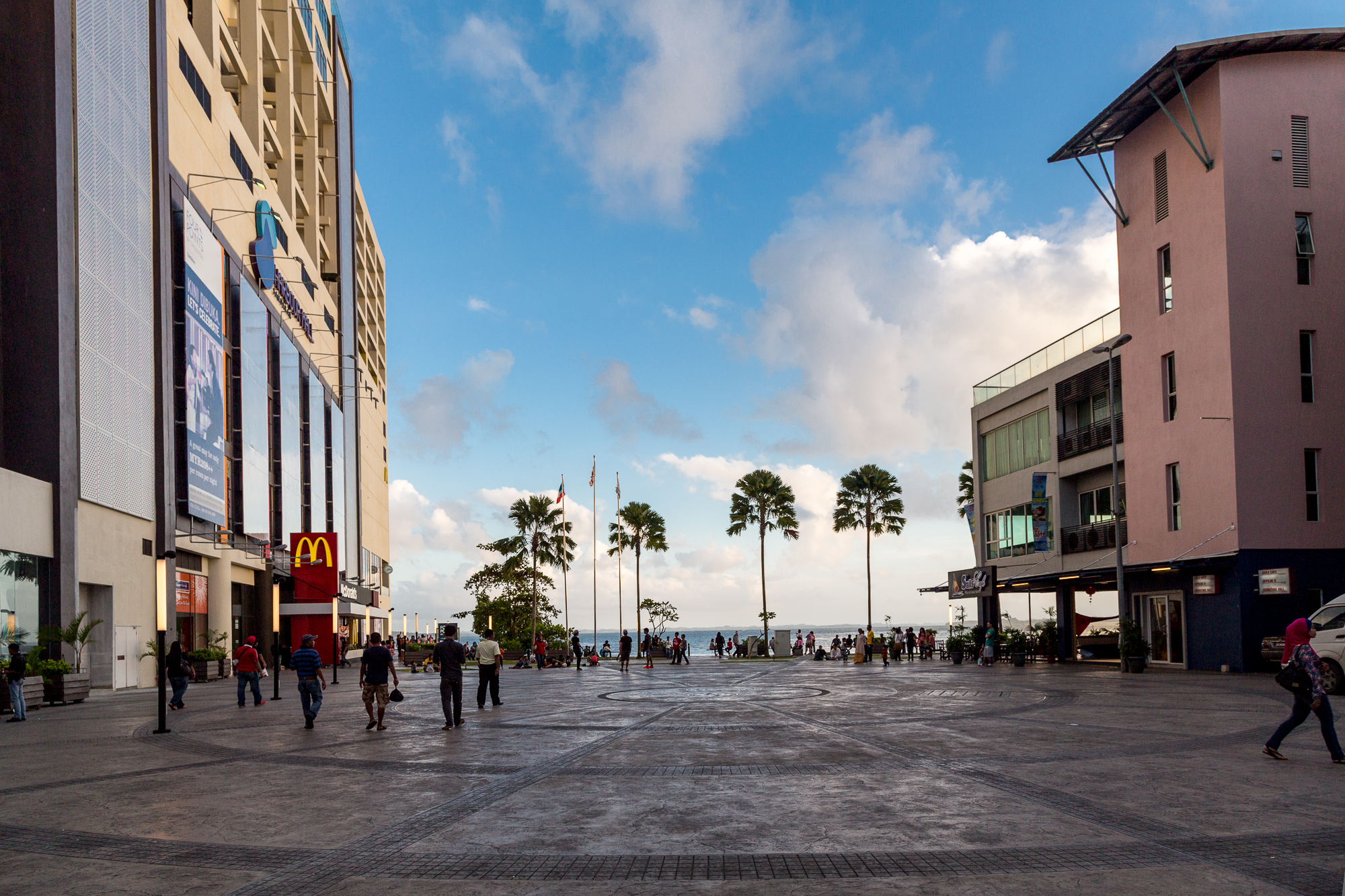
Центральная площадь Сандакана

Сандакан — второй после Кота-Кинабалу промышленный и экономический центр Сабаха. Главной отраслью городской экономики является производство пальмового масла: продукция местных предприятий реализуется как на малайзийском, так и на международных рынках. Большая часть производственных мощностей находится на территории специально оборудованного промышленного парка (англ. Palm Oil Industrial Cluster), занимающего площадь более 11 км².
Имеются и предприятия других секторов пищевой промышленности — в частности, перерабатывающие рыбу и морепродукты, вылавливаемые в прибрежной акватории, а также предприятия текстильной и химической промышленности. Деревообработка, бывшая в прошлом важнейшей отраслью городской экономики, в настоящее время имеет относительно небольшое значение.
В городе действуют отделения практически всех малайзийских и многих международных банков.

## Транспорт и инфраструктура

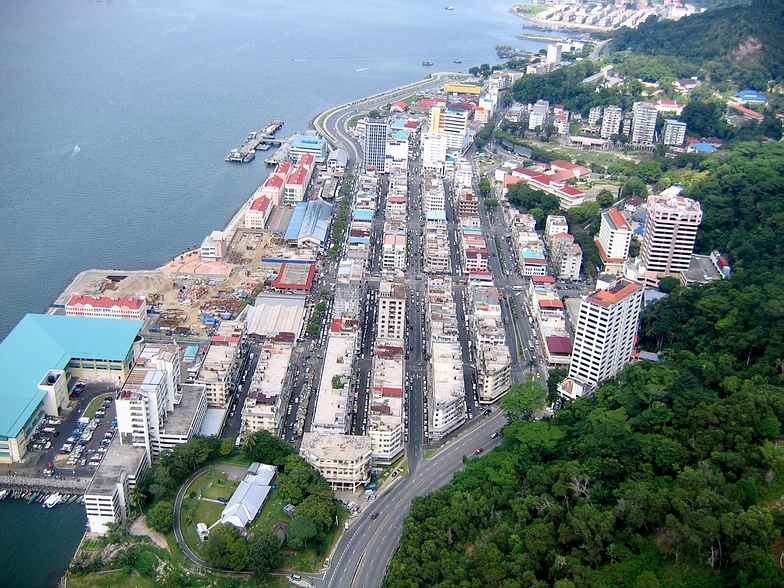
Панорама сандаканского грузового порта

Сандакан — крупнейший малайзийский порт на море Сулу, важный региональный пункт грузовых морских перевозок. Территория городского порта занимает 257 км².
Среди грузов, вывозимых из порта, преобладает сельскохозяйственная продукция: пальмовое масло, какао-бобы, табак, абака, саго.
Сеть автомобильных и железных дорог связывает город со всеми крупными населёнными пунктами Восточной Малайзии, а также с Брунеем.
В 13 км от Сандакана находится городской аэропорт, обслуживающий рейсы малайзийских компаний и не имеющий международного статуса. В 2017 году его пассажирооборот составил 896 347 человек (при расчётной способности 1,5 млн человек в год), грузооборот — 2211 тонн, количество обслуженных рейсов — 10 859. Площадь аэропорта — 8645 м², длина единственной взлётно-посадочной полосы — 2134 метра. Последняя реновация аэропорта была произведена в 2014 году.

## Культура, образование, спорт
В городе имеется несколько музеев, общественных библиотек, театр, большое количество кинотеатров. Крупнейшими городскими вузами являются местные отделения национальных университетов — Сабахского университета Малайзии и Малайзийского открытого университета.

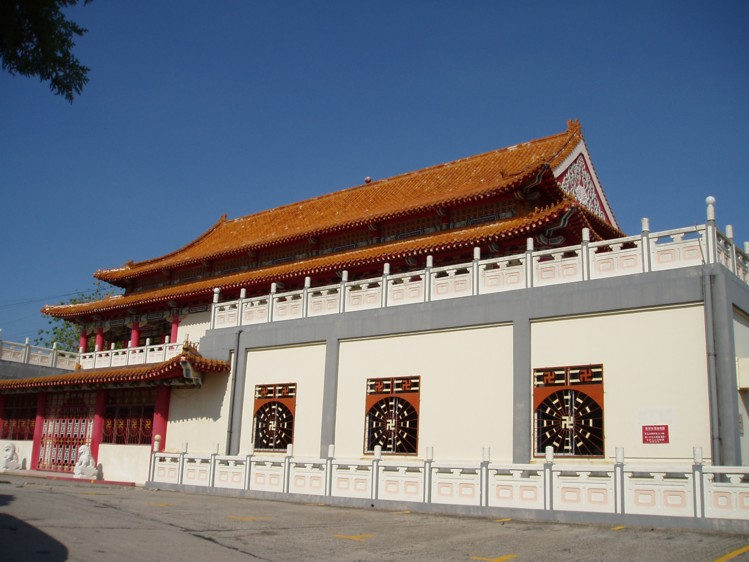
Пу Джи Ши — один из современных буддистских храмов Сандакана

Город обладает развитой спортивной инфраструктурой. Особой популярностью среди горожан пользуется регби: местные команды регулярно добиваются успехов на национальных чемпионатах, пользуются достаточно высокой международной репутацией.

## Туризм и достопримечательности
Сандакан представляет собой важнейший туристический центр Сабаха — не столько за счёт собственно городских достопримечательностей, сколько благодаря многочисленным природным достопримечательностям, находящимся в непосредственной близости от него. Главными объектами экотуризма являются национальный парк «Черепаховые острова», живописные берега реки Кинабатанган, пещеры Гомантонг.
Основные достопримечательности города — мемориал жертв Второй мировой войны, центр по реабилитации орангутанов, старый городской рынок, исторические церкви, мечети и буддистские храмы.